# Société anonyme des Charbonnages réunis de la Minerie

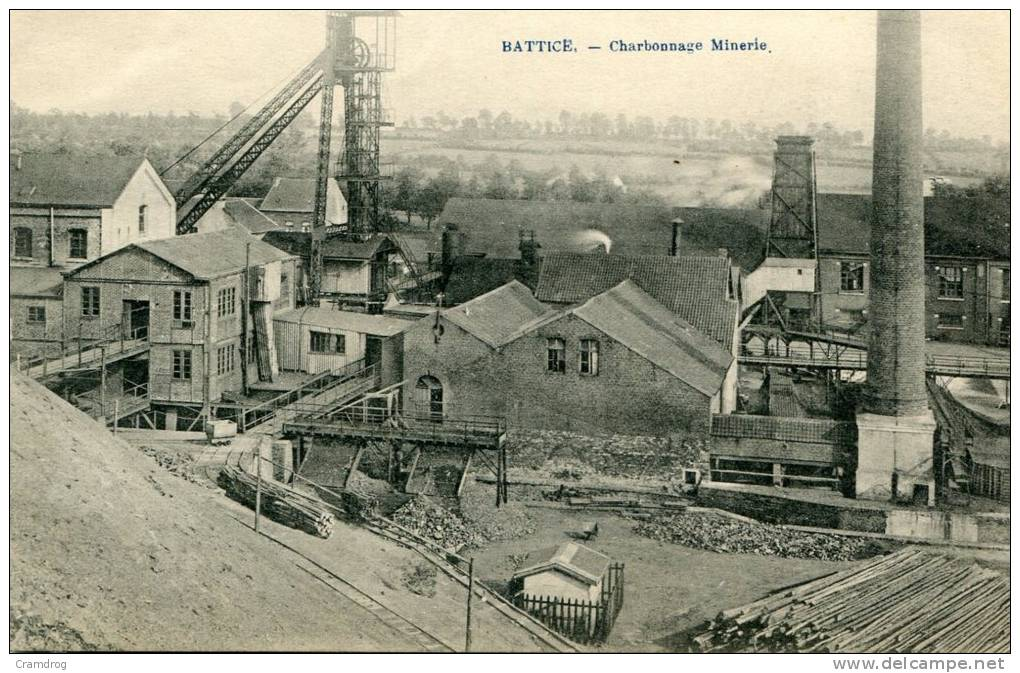
Le charbonnage de la Minerie à Battice en 1922

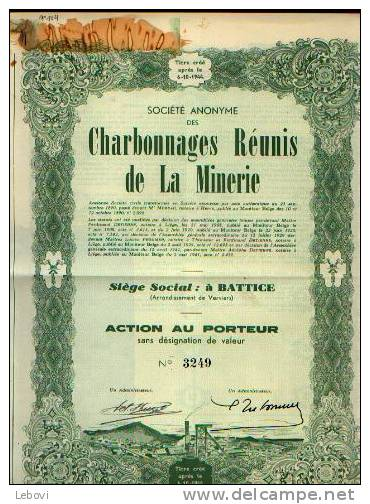
Action de l'ancienne Société anonyme des Charbonnages réunis de la Minerie

La Société anonyme des Charbonnages réunis de la Minerie à Battice est une ancienne société charbonnière de la région de Liège, dont la concession se situait sur les territoires des anciennes communes de Herve, Battice, Chaineux, Charneux, Clermont, Thimister, dorénavant Herve et Thimister-Clermont, en rive droite de la vallée de la Meuse en aval de Liège,.
La concession voisinait la concession de la Société anonyme des Charbonnages de Wérister, qui se trouvait à l'ouest. La concession de la Minerie fut la concession la plus orientale du bassin charbonnier de Liège, au cœur du plateau de Herve. 
Fondée au XIXe siècle sur la base d'exploitations plus anciennes, les sociétés Minerie, Moreau et Jeanson vont former la Société civile des Charbonnages réunis de la Minerie le 3 mars 1861. Le bure de Battice-Chesseroux est creusé à cette époque pour moderniser l'exploitation. La concession de Herve est par ailleurs partagée avec la Société de Herve-Wergifosse, qui sera reprise elle-même par la Société anonyme des Charbonnages de Wérister en 1929. L'entreprise devient société anonyme le 23 septembre 1890 sous le nom de Société anonyme des Charbonnages réunis de la Minerie. Elle disparut en 1960 avec la fermeture de son dernier siège d'exploitation à Battice. Le siège Dellicour à La Minerie même cessa ses activités au début du XXe siècle, et Neuwaide précédemment.

## De nos jours

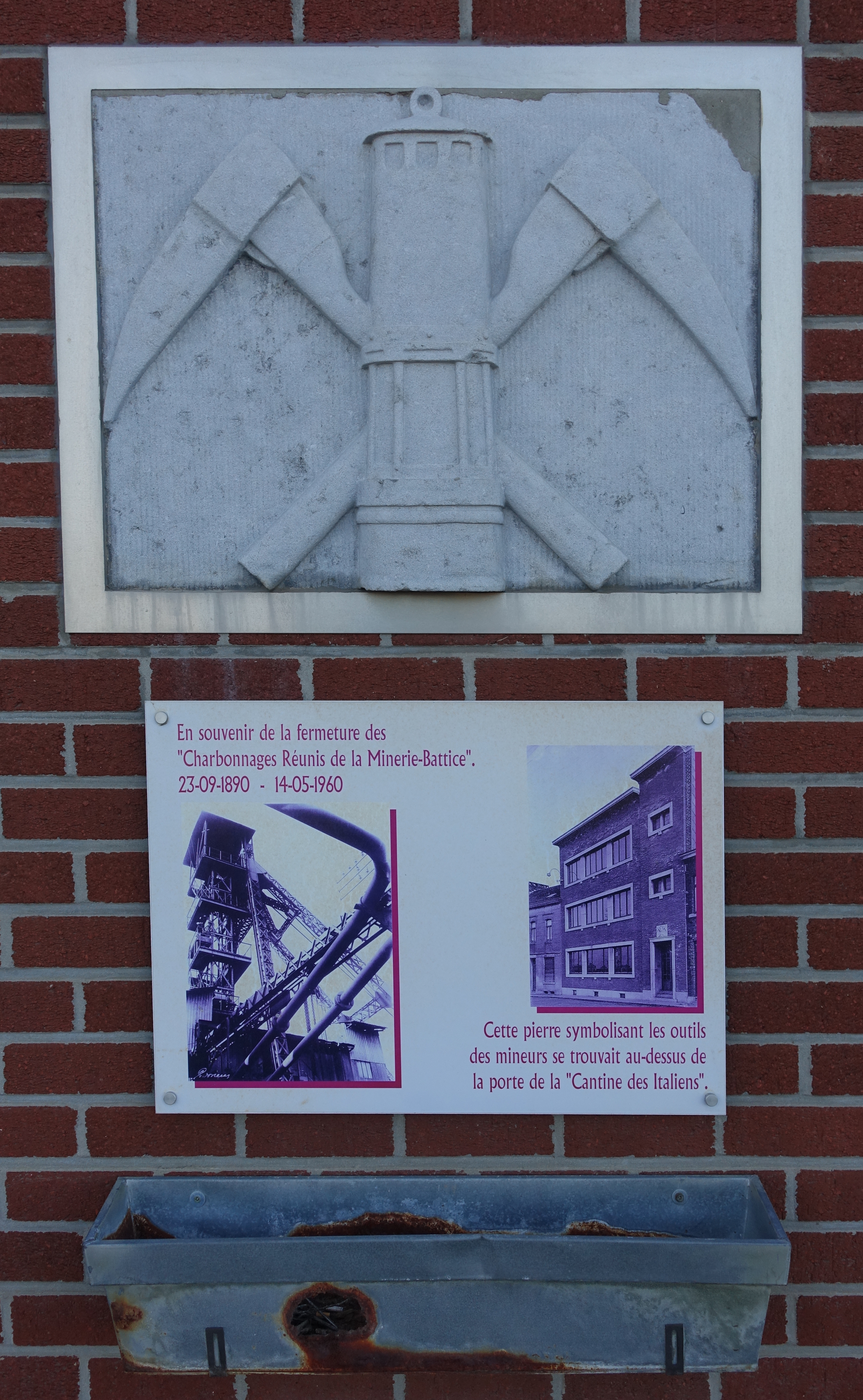
Souvenir des Charbonnages à Battice
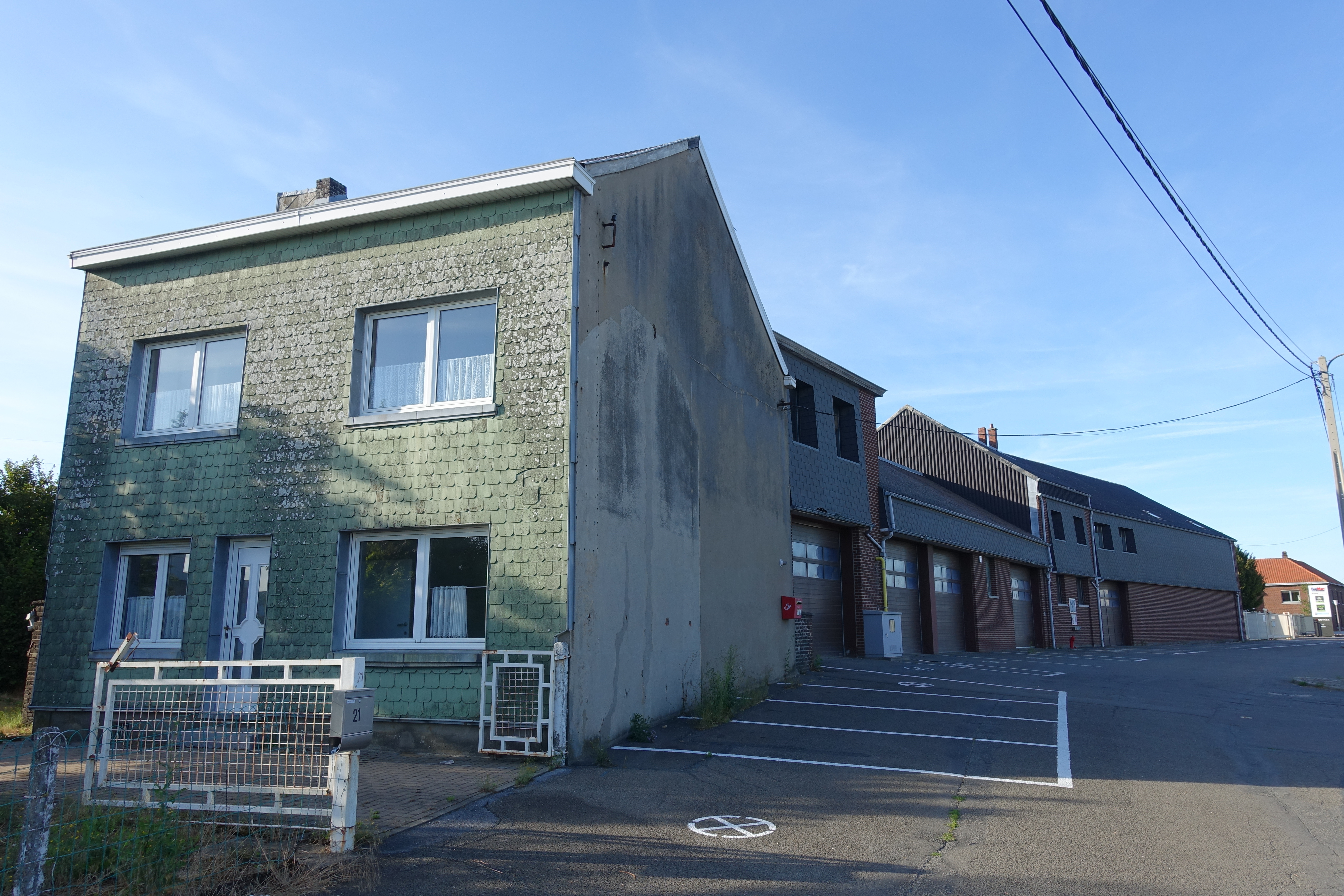
Bâtiments des Charbonnages à Battice
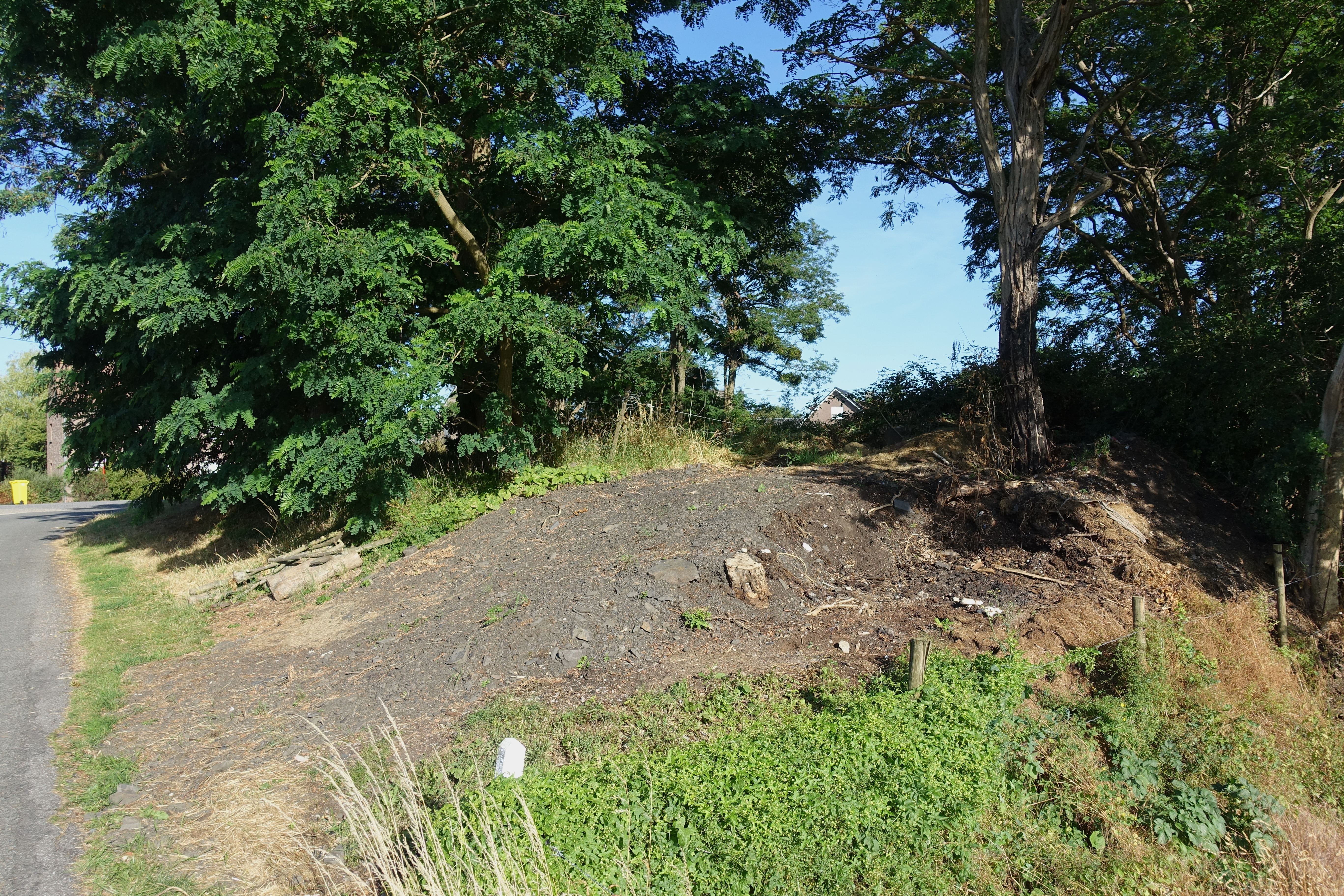
Petit terril Dellicour à La Minerie (Les Margarins)

## Géolocalisation approximative des anciens sites d'exploitation[2]
- Siège administratif : 50° 38′ 56″ N, 5° 48′ 32″ E
  - Battice : 50° 38′ 56″ N, 5° 48′ 32″ E
  - Dellicour : 50° 39′ 58″ N, 5° 50′ 16″ E
  - Neuwaide :

## Terrils[7],[8]
- Minerie 1 - 50° 39′ 02″ N, 5° 48′ 24″ E - (disparu)
- Minerie 2 - 50° 38′ 56″ N, 5° 48′ 26″ E - (disparu)
- Minerie 3 - 50° 38′ 56″ N, 5° 48′ 41″ E - (disparu)

## Sources
- André De Bruyn, Anciennes Houillères de la région liégeoise, Liège, Dricot, 1988, 208 p. (ISBN 2-87095-058-6)
- Claude Gaier, Huit siècles de houillerie liégeoise, histoire des hommes et du charbon à Liège, Liège, Éditions du Perron, 1988, 261 p. (ISBN 2-87114-031-6)
- Arvia:  Charbonnages à Herve
- « Dans la mine de Chesseroux à 18 ans »(Archive.org • Wikiwix • Archive.is • Google • Que faire ?) - vlan-spectacle.be
- Cinquante ans de mémoire du Plateau - lavenir.be